# 泉州公交61路
泉州公交61路是中华人民共和国泉州市境内的一条公共交通线路，全程29.7公里。起讫点为泉宁路北段至泉州植物园，运营时间为双向7:30-18:00。

## 历史
- 2021年4月12日，泉州市交通局批复泉州公交集团关于新增61路的申请[1]
- 2021年5月10日，泉州市发改委发布征求61路票价意见。[2]
- 2021年6月2日，市发改委正式批复61路票价，全程¥4.0/人[3]
- 2021年6月17日，泉州公交集团发布开通61路的通知。[4]
- 2021年6月20日，61路正式开通。初期运营区间为滨海公交站-山边村，初期运营时间为滨海公交站：7:00-17:00、山边村：7:00-17:00。初期票价为分段计价¥4.0，使用车辆为自K509路退下的2部西虎QAC6100NG5-1型LNG空调公交车。[5]
- 2021年9月，因61路开线以来客流稀少，61路自该月起班次时间调整为滨海公交站8:10、10:30、13:10、15:50，山边村7:00、9:20、11:40、14:30、17:00，配车数降为1部。
- 2021年12月24日，自该日起61路正式实行定点发车制度。并再次调整发班时间，班次时间调整为双向7:30、8:40、9:50、11:00、12:10、13:40、15:00、16:20、17:30发车。[6]并增加1部金旅XML6105JHEVE8C1型柴油插电混动，配车数恢复至2部。
- 2022年2月13日，自该日起61路双向增停丰海路海星小区站。[7]
- 2022年3月16日，因疫情防控要求暂停中心市区范围内所有公交线路运营。61路自当日首班起暂停运营至4月15日。[8]
- 2022年4月16日，61路恢复运营，运营时间临时调整为山边村7:30-17:30、滨海公交站8:40-16:20。[9]
- 2022年4月18日，61路运营时间恢复为双向7:30-17:30[10]
- 2022年11月，61路更换1部自305路退下的友谊ZGT6608NV1C，原配XML6105JHEVE8C1停备。
- 2023年4月，61路再次更换1部自X3路退下ZGT6608NV1C，原配QAC6100NG5-1退役。
- 2024年9月4日，因北星街及原滨海公交站地块收储拆除。61路自该日起调整至泉宁路北段始发终到，其它不变。
- 2024年11月1日，因优化调整。61路自该日起取消途径泉宁路北段、体育街口、凤屿社区路口、金凤屿东区、市实小洛江校区、山边村公交站等。改为以大兴街中段、泉州植物园为起讫站，途径体育街、安吉路、万兴街至红树湾站后原线行驶。并增加途径新城路、阳江路，其它不变。[11]
- 2025年1月，61路恢复至泉宁路北段始发终到。
- 2025年2月，因车况过差，61路原配1部友谊ZGT6608NV1C下线退役，并更换为1部金旅XML6606JEVA0C1型空调电动巴士，其它不变。
- 2025年6月26日，因原配车辆已达报废标准，61路自该日起接手并更换2部自K607路抽调的福田BJ6851EVCA-30型空调电动巴士。原配1部ZGT6608NV1C退役拍卖，配车数不变。
- 2025年7月1日，自该日起61路双向末班由17:30延至18:00发车。

## 站点
| 路线 | 路线 | 路线 | 所在地区、街道 | 所在地区、街道 | 站点名           | 备注                 |
| ---- | ---- | ---- | -------------- | -------------- | ---------------- | -------------------- |
|      |      |      | 丰泽区         | 泉宁路         | 泉宁路北段       | 起讫站               |
|      |      |      | 丰泽区         | 大兴街         | 大兴街中段       | 起讫站               |
|      |      |      | 丰泽区         | 府东路         | 泉州市图书馆     |                      |
|      |      |      | 丰泽区         | 府东路         | 府东路南段       |                      |
|      |      |      | 丰泽区         | 海星街         | 晋光小学东海校区 | 原名 海星街东段      |
|      |      |      | 丰泽区         | 丰海路         | 海星小区         |                      |
|      |      |      | 丰泽区         | 丰海路         | 泉州海警局       | 原名 海警二支队      |
|      |      |      | 丰泽区         | 丰海路         | 国网泉州供电公司 |                      |
|      |      |      | 丰泽区         | 体育街         | 体育街东段       |                      |
|      |      |      | 丰泽区         | 安吉路         | 海峡体育中心     |                      |
|      |      |      | 丰泽区         | 安吉路         | 金凤屿路口       |                      |
|      |      |      | 洛江区         | 安吉路         | 医高专           | 原名 五金城          |
|      |      |      | 洛江区         | 安吉路         | 景明花园         |                      |
|      |      |      | 洛江区         | 万兴街         | 万兴街东段       |                      |
|      |      |      | 洛江区         | 丰海路         | 红树湾           |                      |
|      |      |      | 洛江区         | 洛滨路         | 洛江区实验小学   |                      |
|      |      |      | 洛江区         | 洛滨路         | 桥南村           | 分段点 原名 洛滨路口 |
|      |      |      | 洛江区         | 滨江大道       | 后埭小区         | ↑                    |
|      |      |      | 洛江区         | 滨江大道       | 后埭             |                      |
|      |      |      | 洛江区         | 新城路         | 新城路中段       |                      |
|      |      |      | 洛江区         | 滨江大道       | 卢厝             | 分段点               |
|      |      |      | 洛江区         | 滨江大道       | 坝南             |                      |
|      |      |      | 洛江区         | 滨江大道       | 下堡             |                      |
|      |      |      | 洛江区         | 滨江大道       | 坑下             |                      |
|      |      |      | 洛江区         | 滨江大道       | 禾洋工业区       |                      |
|      |      |      | 洛江区         | 洛滨北路       | 河市卫生院       | 分段点               |
|      |      |      | 洛江区         | 洛滨北路       | 五金机电产业园   |                      |
|      |      |      | 洛江区         | 滨江大道       | 池仔尾           |                      |
|      |      |      | 洛江区         | 滨江大道       | 大石后           |                      |
|      |      |      | 洛江区         | 官虹路         | 山边小学         |                      |
|      |      |      | 洛江区         | 俞大猷大道     | 泉州植物园       | 起讫站               |

## 票价
61路为分段计价，全程¥4.0。其中：
- 泉宁路北段至桥南村：1元/人
- 桥南村至卢厝：1元/人
- 卢厝至河市卫生院：1元/人
- 河市卫生院至泉州植物园：1元/人
- 泉通卡普通卡9折，月票卡优惠无效，敬老卡、爱心卡有效
- 可使用泉城通APP及支付宝、云闪付、微信乘车码支付

## 配车
61路配车数总计2部，其中：
- 福田BJ6851EVCA-30  2部

- 西虎QAC6100NG5-1
（2021.6 - 2023.4)
- 友谊ZGT6608NV1C
（2022.11 - 2025.6)
- 福田BJ6851EVCA-30
（2024.11 - )

## 相关
- 泉州公交线路列表